# 가야마역
가야마역(일본어: 栢山駅, かやまえき)은 일본 가나가와현 오다와라시에 위치한 오다큐 전철 오다와라선의 역이다. 역 번호는 OH 43이다.

## 역 구조
상대식 승강장 2면 2선의 지상역이다. 동서로 두 플랫폼에는 다른 개찰구가 배치되어 있고, 플랫폼 간 과선교로 연결되어 있다. 서쪽은 종일 영업하고 있지만 동쪽은 시간대마다 역무원의 배치와 되는 시간이 있다. 또한, 본 역을 포함한 가이세이 ~ 오다와라역 구간의 중간역 4역은 승강장 유효 길이가 120m(20m차 6량 편성분)밖에 없는 관계로 10량 편성의 급행은 전 열차가 통과한다.

### 타는 곳
| 번호 | 노선       | 방향 | 방면                             |
| ---- | ---------- | ---- | -------------------------------- |
| 1    | 오다와라선 | 하행 | 오다와라·하코네유모토 방면       |
| 2    | 오다와라선 | 상행 | 사가미오노·신주쿠· 지요다선 방면 |

- 2016년 3월 26일 실시의 다이아 개정 이후 낮 시간대의 완행은 모두 신마쓰다 ~ 오다와라역 구간 열차만 되어 사가미오노, 혼아쓰기 방면에서 당역을 오가는 경우에는 반드시 신마쓰다 역에서 환승이 필요하다.

## 역 주변
선로의 동쪽을 아유자와 강과 병행하여 흐른다. 니노미야 손토쿠(킨지로)의 탄생지로 알려지면서 근처에는 생가와 손토쿠 기념관 등이 있다.
- 가야마역앞 우체국
- 가나가와현립 오다와라 조호쿠 공업 고등학교
- 오다와라 백화점 가야마점
- 가나가와현립 오이 고등학교 - 도보 20분 또는 버스 이용

## 역사
- 1927년 4월 1일: 영업 개시. "직통" 정차역이 됨. 또한, 각역정차는 신주쿠 ~ 이나다노보리토역(현, 무코가오카유엔역) 구간만 운행하고 있었음.
- 1945년 6월: 기존 신주쿠 ~ 이나다노보리토역 구간만을 운행하던 각역정차가 전 노선에서 운행하게 되어 각역정차의 정차역이 됨과 동시에 "직통"은 폐지됨.
- 1946년 10월 1일: 준급이 설정되어 정차역이 됨.
- 1960년 3월 25일: 통근준급이 설정되어 정차역이 됨.
- 1964년 11월 5일: 통근준급이 폐지됨.
- 1983년 3월 22일: 일부 급행 정차역이 됨.
- 2008년 3월 15일: 신마쓰다 이서 구간에 준급이 다니지 않는 관계로 준급 정차역에서 해제.

## 사진

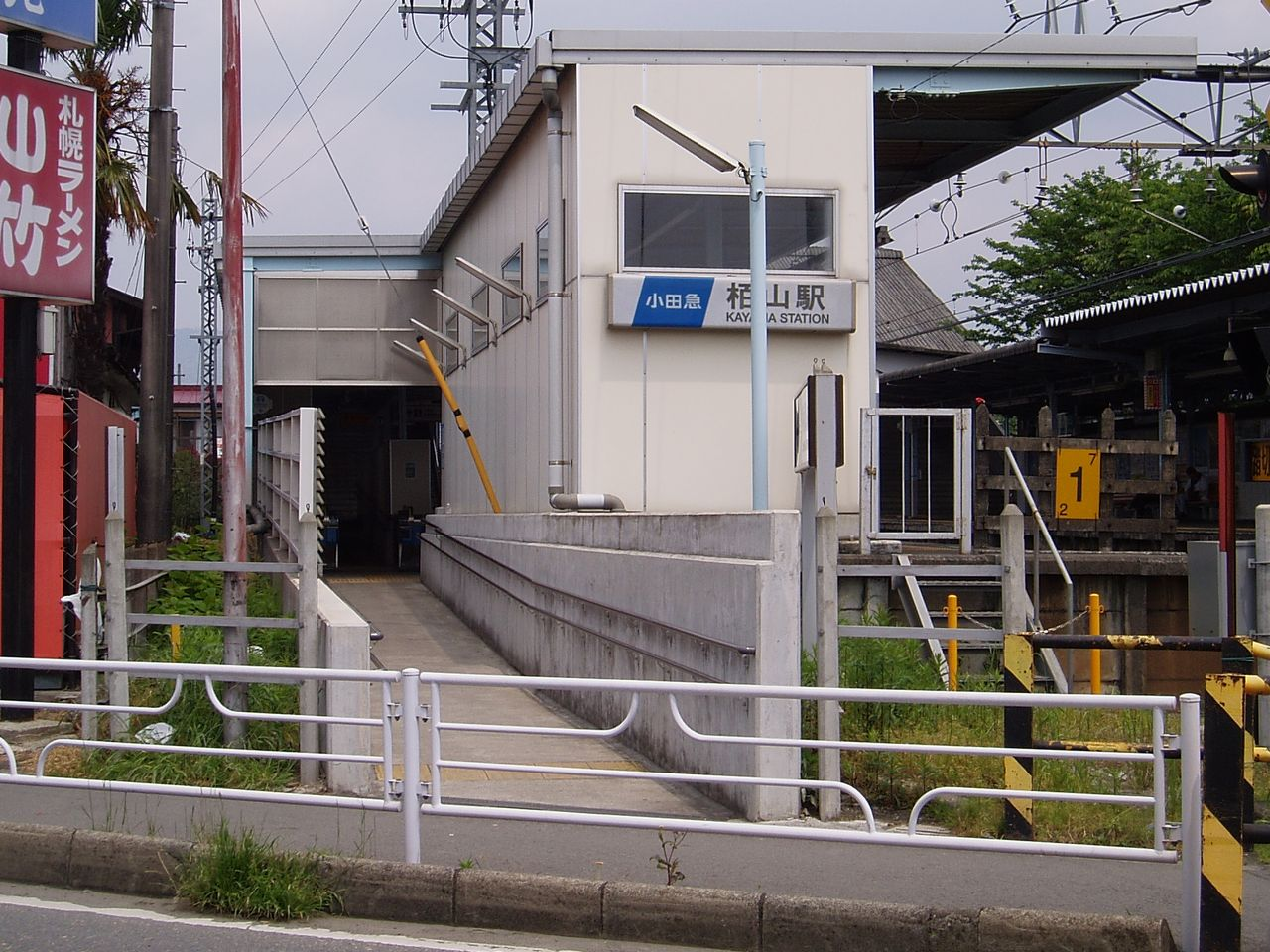
서쪽 출입구
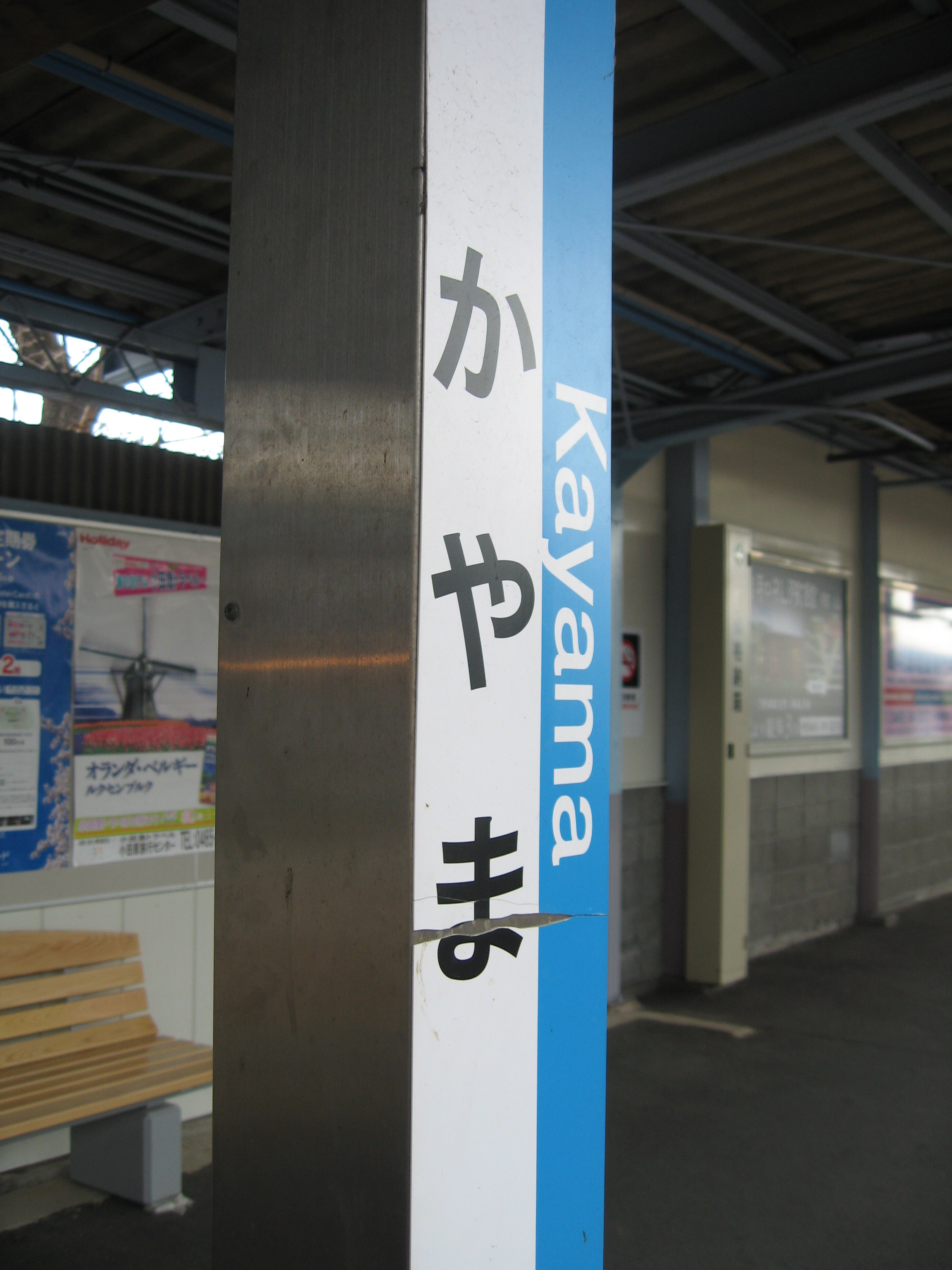
역명판

## 인접역
| 오다큐 오다와라선          | 오다큐 오다와라선 | 오다큐 오다와라선          |
| -------------------------- | ----------------- | -------------------------- |
| OH 42 가이세이 신주쿠 방면 | ■ 각역정차        | 도미즈 OH 44 오다와라 방면 |